# Holarchaea
Holarchaea és un gènere d'aranyes araneomorfes de la família dels anàpids (Anapidae).
Són molt petites, d'uns 1,5 mm de llargada, amb uns colors que van del negre brillant al beix. Cal destacar que al costat dels ulobòrids i els lifístids, són les úniques aranyes conegudes que no tenen glàndules verinoses.
S'han trobat només en els boscos de Tasmània i Nova Zelanda, on viuen en microhàbitats amb un grau molt alt d'humitat.

## Sistemàtica
Conté la informació recollida fins al 28 d'octubre de 2006, que inclou 1 sol gènere amb 2 espècies: 
Holarchaea Forster, 1955
- Holarchaea globosa (Hickman, 1981) (Tasmània)
- Holarchaea novaeseelandiae (Forster, 1949) (Nova Zelanda)

### Antiga taxonomia
Holarchaea havia sigut l'únic gènere de l'antiga família dels holarquèids (Holarchaeidae). que actualment ha estat considerada com a sinònim dels anàpids (Anapidae) per Dimitrov et al. el 2017. El canvi ha estat acceptat pel World Spider Catalog.
D'altra banda, Holarchaeidae era una família que havia format part de la superfamília dels arqueoïdeus (Archaeoidea), juntament amb els arquèids, mecismauquènids, microfolcommàtids i pararquèids. Les aranyes, tradicionalment, foren classificades en famílies que van ser agrupades en superfamílies. Quan es van aplicar anàlisis més rigorosos, com la cladística, es va fer evident que la major part de les principals agrupacions utilitzades durant el segle XX no eren compatibles amb les noves dades. Actualment, els llistats d'aranyes, com ara el World Spider Catalog, ja ignoren la classificació per sobre del nivell familiar.